# 依吞布拉克镇
依吞布拉克镇，是中华人民共和国新疆维吾尔自治区巴音郭楞蒙古自治州若羌县下辖的一个乡镇级行政单位。

## 行政区划
依吞布拉克镇下辖以下地区：
依吞布拉克社区和阿尔金社区。